# Laocoonte
Laocoonte foi um personagem do ciclo épico sobre a guerra de Troia.

## Mito
Laocoonte era filho de Acoetes e irmão de Anquises; foi um sacerdote de Apolo, mas, contra a vontade de Apolo, se casou e teve filhos, Antífantes e Timbreu. Quando Laocoonte estava fazendo um sacrifício a Netuno, Apolo enviou duas serpentes de Tênedos, que mataram o sacerdote e seus descendentes. Segundo os frígios, isto aconteceu porque Laocoonte havia arremessado sua lança contra o Cavalo de Troia.
Possivelmente a mais antiga referência ao mito seja uma tragédia perdida de Sófocles, que possuía mesmo nome. A lenda seria relembrada por Quinto de Esmirna em seu trabalho Posthomerica, uma continuação da Ilíada. No entanto, o relato é mais popularmente conhecido pela escultura que inspirou e pelo poema épico latino Eneida, de autoria de Virgílio no século I a.C.

## Arte
Uma das expressões mais importantes da Antiguidade, sobretudo do período helenístico, é a escultura que representa Laocoonte e seus filhos sendo atacados. A obra foi objeto de estudo por vários historiadores da arte após sua redescoberta no século XVI. De datação incerta, as estimativas variam entre 140 a.C. até 37 d.C. Winckelmann, Lessing e outros tentaram avaliar a importância da escultura na estética grega, além de considerar uma possível relação com a Eneida.